# Aeroporto de Jungseok
O Aeroporto de Jungseok (Hangul: 정석비행장) (IATA: JDG, ICAO: RKPD) é um aeroporto civil de pequeno porte localizado em Seogwipo, província de Jeju, na Coreia do Sul.